# Stazione di Alfonsine
La stazione di Alfonsine è una stazione ferroviaria a servizio del comune di Alfonsine, in provincia di Ravenna. È posta lungo la linea Ferrara–Rimini.

## Strutture e impianti
La gestione degli impianti è affidata a Rete Ferroviaria Italiana.
Il fabbricato viaggiatori è una struttura in muratura a due piani; dal lato binari c'è una pensilina in cemento che al suo interno ospita alcune panchine e biglietteria self-service. Il piano terra ospita i locali tecnici di RFI.
La stazione disponeva di uno scalo merci con annesso magazzino, in seguito parzialmente disarmato. Sono presenti altri edifici, ad un solo piano, che ospitavano i servizi igienici e i locali di servizio.
Il piazzale si compone di 2 binari dedicati al trasporto passeggeri, serviti da banchina e collegati fra loro da una passerella in cemento, ed un fascio dedicato all'ex servizio merci; tali binari vengono normalmente usati come ricovero per i mezzi addetti alla manutenzione della linea.

## Movimento
La stazione è servita da treni regionali svolti da Trenitalia Tper nell'ambito del contratto di servizio stipulato con la Regione Emilia-Romagna.
A novembre 2019, la stazione risultava frequentato da un traffico giornaliero medio di circa 560 persone (280 saliti + 280 discesi).

## Servizi
La stazione è classificata da RFI nella categoria "Bronze".
- Biglietteria automatica
- Sala d'attesa

## Interscambi
Nel 1885 presso la stazione di Alfonsine fu attivato un analogo impianto, capolinea settentrionale della tranvia Lugo-Fusignano-Alfonsine, linea esercita con trazione a vapore che rimase in esercizio per soli 22 mesi.